# Contea di Kanabec
La contea di Kanabec in inglese Kanabec County è una contea dello Stato del Minnesota, negli Stati Uniti. La popolazione al censimento del 2000 era di 14 996 abitanti. Il capoluogo di contea è Mora